# Questlove
 (décembre 2020).
Si vous disposez d'ouvrages ou d'articles de référence ou si vous connaissez des sites web de qualité traitant du thème abordé ici, merci de compléter l'article en donnant les références utiles à sa vérifiabilité et en les liant à la section « Notes et références ».
Ahmir Khalib Thompson, connu sous le nom de scène de ?uestlove ou Questlove, ou encore, mais plus rarement, sous le nom de BROther ?uestion or Brother Question, est un batteur américain, né le 20 janvier 1971 à Philadelphie. Il est aussi DJ, journaliste de presse musicale et producteur de musique. Il est surtout connu pour être le batteur du groupe de hip-hop The Roots et pour avoir produit des artistes comme Common, D'Angelo ou plus récemment, Al Green et Nikka Costa. Il est membre du collectif Soulquarians, the Grand Negaz et The Grand Wizzards. Il est connu[Par qui ?] dans le monde de la musique pour son sens du rythme et pour son niveau technique ainsi que pour ses apports au monde de la percussion.

## Biographie

### Ses débuts
Thompson est né à Philadelphie le 20 janvier 1971. Son père était Lee Andrews de Lee Andrews & the Hearts (en), l'un des groupes de Doo-wop des années 1950 le plus connu. Durant sa petite enfance, ses parents ne voulurent pas le laisser sous la garde de babysitteurs et s'en occupèrent donc tour à tour. Il grandit dans le sillon des concerts de Doo-wop de son père. À l'âge de 7 ans, Thompson commença à jouer de la batterie lors de shows et devint directeur musical à l'âge de 13 ans.
Les parents de Questlove l'inscrivirent ensuite à la Philadelphia High School for the Creative and Performing Arts (en). En sortant diplômé, il fonda un groupe nommé The Square Roots (le terme "Square" disparaitra par la suite) avec son ami Tariq Trotter (Black Thought). Il est à noter que Questlove comptait parmi ses camarades de classe à la "Philadelphia High School for the Creative and Performing Arts" Boyz II Men, le jazzman bassiste  Christian McBride, et le jazzman organiste Joey DeFrancesco.
Questlove commença à se produire à South Street (proche de Greenwich Village ou de Haight-Ashbury) à Philadelphie en jouant de la batterie alors que Tariq rappait sur la rythmique de ce dernier.

## Carrière professionnelle
La composition de The Roots était presque complète, avec Questlove aux percussions, Tariq Trotter et Malik B au chant, Josh Abrams (Rubber Band) à la basse (qui fut remplacé par Leonard hubbard en 1994) et Scott Storch au clavier. Alors que le groupe était en tournée en Allemagne, ils enregistrèrent l'album intitulé Organix, sorti sur le label Relativity Records en 1993. Il est à noter qu'à cette période, il travailla aussi pour le groupe A Tribe Called Quest.
Le groupe continua d'enregistrer, sortant deux albums salués par les critiques en 1995 avec Do You Want More?!!!??! puis, en 1996, Illadelph Halflife. En 1999, The Roots se fit connaître mondialement avec son titre "You Got Me" (avec la participation d'Erykah Badu); une chanson qui permit au groupe de remporter un Grammy Awards dans la catégorie "Meilleure performance Rap par un duo ou un groupe" en 2000. Cette chanson aida au succès de album, Things Fall Apart qui est considéré comme un classique du genre et reçut un disque de Platine. À la suite de ceci, le groupe décida de suivre une voie musicale plus expérimentale et revint en 2002 avec un album plus influencé par le rock, Phrenology, qui devint disque d'or. Deux années plus tard, The Roots sortit The Tipping Point qui contenait un style plus commun, en raison des exigences de leur label, Geffen Records. L'album se vendit à 400 000 copies.

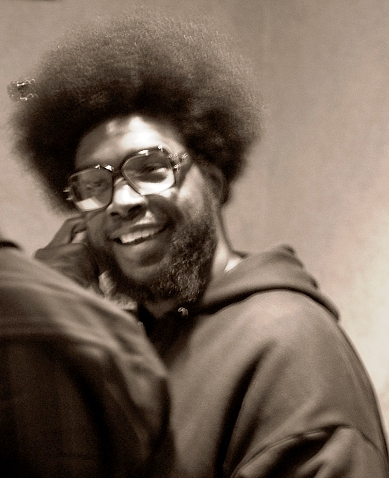
Questlove au Festival de Musique et de Film Black Lily en 2007, par Simba Madziva

En plus d'être le batteur de The Roots, Questlove travailla aussi pour d'autres artistes, projets et productions.
Il fut batteur sur l'album ‘’The Philadelphia Experiment (en), un album de jazz instrumental collaboratif, avec Christian McBride et Uri Caine, sorti sur le label Ropeadope Records (en) en 2001. On y retrouve deux reprises de Catalyst, le groupe de jazz fusion de Philadelphie des années 1970.
Il fut aussi DJ sur la compilation Questlove Presents: Babies Making Babies, sorti sur le label Urban Theory Records en 2002, et producteur exécutif pour l'album de D'Angelo intitulé Voodoo, pour l'album de Slum Village Fantastic, Vol. 2 et pour les albums de Common Like Water For Chocolate et Electric Circus.
En plus de ces albums, il contribua aussi comme batteur ou producteur sur les albums d'Erykah Badu Baduizm et Mama's Gun, de Dilated Peoples Expansion Team, de Blackalicious Blazing Arrow, de Bilal 1st Born Second, du groupe N*E*R*D Fly or Die, de Joshua Redman Momentum, de Zap Mama Ancestry In Progress, et de Fiona Apple Extraordinary Machine (en). Il participa aussi à un album de Zack de la Rocha qui n'est actuellement pas sorti.
Il joua de la batterie sur la chanson de Christina Aguilera, Loving Me 4 Me, pour son album Stripped sorti en 2002. Il s'occupa aussi de l'arrangement et joua de la batterie sur la reprise de Joss Stone de la chanson des White Stripes, Fell in Love with a Girl.
En 2004, Questlove apparut sur le documentaire de Jay-Z intitulé Fade to Black. En plus d'apparaître dans ce documentaire, Questlove s'occupa de la batterie sur l'ensemble des concerts présentés.
En 2005, Questlove figura avec d'autres artistes comme Madonna, Iggy Pop, Bootsy Collins, et Little Richard dans une publicité pour le téléphone Motorola ROKR. Questlove apparut également, pour un court extrait, dans le film The Longest Yard.
En 2006, Questlove apparut dans le film Dave Chappelle's Block Party et dans certains sketchs du Chappelle's Show notamment dans une imitation de 2Pac. À l'exception des The Fugees et de Jill Scott, Questlove fut le batteur de presque tous les artistes du Concert de Rue de Brooklyn de 2004 et fut le directeur musical du show dans son ensemble.
Questlove reçut un Esky du Meilleur Parolier de la part du magazine Esquire en 2006 lors des Esky Music Awards.
Questlove fait partie de cette poignée d'artistes repérés par Steven Van Zandt pour accompagner Hank Williams Jr. sur une nouvelle version de "All My Rowdy Friends Are Coming Over Tonight" pour la première saison (et le démarrage officiel de l'ESPN) du Monday Night Football.
En 2007, Questlove co-produisit avec Antonio "DJ S.A.T." Gonzalez, producteur récompensé au VH1 pour "The Score", le thème des "VH1's Hip Hop Honors 2007"
En 2008, il joue la batterie sur une chanson Never Want To Say It's Love de Dido sur l'album Safe Trip Home. 
En 2010, il rejoint le Tonight Show starring Jimmy Fallon en tant que batteur du groupe accompagnant le show américain diffusé sur NBC, il est encore aujourd'hui quotidiennement sur cette émission.
En 2018, il conçoit la bande sonore The Michelle Obama Musiaqualogy (en) pour le mémoire de Michelle Obama, Devenir.
En 2024, il apparaît dans son propre rôle dans le dixième épisode de la saison 3 d'Abbott Elementary.

### Mode
En juillet 2008, Questlove collabora avec Nike pour définir le design et la couleur du modèle de chaussures ?uestlove x Nike 1World Air Force 1. Questlove déclara que ces chaussures sont « une extension de sa personnalité ».
La nouvelle version de la chaussure, la ?uestlove x Nike 1World Air Force 2, a été dévoilée en mars 2011. La basket est disponible en noir, en jaune et en rouge.

## Réalisation
- 2021 : Summer of Soul, sur le Harlem Cultural Festival.